# Karol Frydrych
Karol Frydrych (* 16. března 1975 Smolenice) je český pedagog, muzikolog, hudební publicista, varhaník, příležitostný hudební skladatel, lektor hudebních kurzů, sbormistr, organizátor hudebního života , člen Vojenského a špitálního řádu sv. Lazara Jeruzalémského.

## Život
Karol Frydrych se narodil 16. března 1975 v hudbymilovné rodině. Matka Alžběta hrála na housle a flétnu, zpívala též (spolu s babičkou) v žarošickém chrámovém sboru, organizačně vedla sbor dětí a mládeže v Žarošicích. Dědeček Karel měl v Žarošicích soukromou neoficiální houslovou školu. O pradědečkovi s chotí se traduje, že jezdili za operetou do Vídně. Prateta Olga Jiráková patřila k předním koncertním pěvkyním své doby a pedagogům pražské konzervatoře – bratranec jejího otce Karel Boleslav Jirák, je znám jako hudební skladatel.

### Studium
Technické vzdělání získal na Střední průmyslové škole stavební v Brně (1993) a Fakultě stavební Vysokého učení technického v Brně (2000, Ing.). Poté studoval angličtinu na Státní jazykové škole v Brně (2001) a Doplňující pedagogické studium na Fakultě stavební VUT (2003). Pro svoji profesi se dále teoreticky připravil absolvováním oborů: Učitelství estetické výchovy pro střední školy na Filozofické fakultě Masarykovy univerzity (2013, Mgr.), Hudební výchova pro střední školy (2020) a Fyzika pro základní školy (2021) na Pedagogické fakultě Masarykovy univerzity, Rozšiřující studium fyziky – učitelství pro střední školy na Pedagogické fakultě Západočeské univerzity v Plzni (2023). Svá studia  završil na Pedagogické fakultě Katolické univerzity v Ružomberku, kde v rámci programu Učitelství hudební výchovy vykonal rigorózní zkoušku a obhájil rigorózní práci (2025, PaedDr.).
Základy hry na klavír si osvojil na ZUŠ v Brně u Věry Gregerové; současně chodil na konzultace k Antonínu Láníkovi, u něhož získal prvotní vhled do hudebních dějin, hudební teorie a organologie. Hru na varhany studoval na Základní umělecké škole varhanická Brno  (2004) u Zdeňka Hatiny, a privátně u Drahomíry Horákové, profesorky Konzervatoře Brno. Od roku 2000 začal se skladatelskou činností – kompozici nejprve studoval soukromě u Zdeňka Zouhara, následně v rámci dvousemestrálního kurzu Úvod do kompozice na Hudební fakultě Janáčkovy akademie múzických umění v Brně (2007), kde byl žákem Markéty Dvořákové. Hudebně teoretické vzdělání si doplnil studiem oboru Hudební věda na Filozofické fakultě Masarykovy univerzity (2010, Mgr.; 2012, PhDr.) u Miloše Štědroně, Stanislava Tesaře, Vladimíra Maňase aj.

### Umělecké a pedagogické působení
Nejprve řídil pěvecké sbory v Žarošicích (1986–2009) a Násedlovicích (2001); v Šaraticích nacvičoval pěvecký smíšený sbor (2009–2017) a liturgickou scholu (2014–2021). Bohatou uměleckou činnost rozvinul ve Slavkově u Brna s vokálně-instrumentálním souborem Collegium musicale bonum (2013–dosud), se kterým premiéroval mj. minioratorium Divotvůrkyni Moravy Zdeňka Pololáníka a provedl závažná díla Wolfganga Amadea Mozarta (Missa in C "Spatzenmesse" KV 220, Missa brevis in B KV 275), Josepha Haydna (Missa brevis in F, Hob XXII:1), Bohuslava Matěje Černohorského (Litaniæ lauretanæ, Vesperæ minus solemnes) et al. Jako varhaník byl činný v Žarošicích (1995–2009), minoritském kostele sv. Janů v Brně (2001–2002), Násedlovicích (2001), Šaraticích (2009–2021); dále pak v Hodějicích (2024–dosud), Křižanovicích (2024–dosud), Letonicích (2021–dosud) a ve Slavkově u Brna (2009–dosud). Zároveň je hudebníkem Brněnské komendy Vojenského a špitálního řádu sv. Lazara Jeruzalémského maltsko-pařížské obedience (2019–dosud). Ve spolupráci s profesionálními pěvkyněmi interpretoval celou řadu skladeb pro sólový hlas a varhany, např. Biblické písně Antonína Dvořáka, části ze Stabat mater G. B. Pergolesiho aj.
V kooperaci s brněnskou jednotou Musica sacra pořádal regionální festivaly Sborování a vyučoval (hru na varhany, gregoriánský chorál a dějiny hudby) na tříletých vzdělávacích kurzech pro chrámové varhaníky: Radešínská Svratka (2009), Slavkov u Brna (2009–2012), Třebíč (2012–2015), Břeclav (2016–2019), Žďár nad Sázavou (2019–2020, 2022–2024). Lektorsky se rovněž podílel na dvouletých Kurzech pro varhaníky v Olomouci, jež pořádá Centrum pro liturgickou hudbu Arcibiskupství olomouckého (2023–dosud). Zároveň je hlavním lektorem varhaníků slavkovského děkanství (2019–dosud). Vyučoval na ZŠ Mutěnice (2004–2014) a ZŠ Brankovice (2015–2024); nyní pedagogicky působí na Gymnáziu a obchodní akademii Bučovice (2023–dosud).

## Hudební skladatel
Komponuje komorní a vokální skladby. Většina tvorby z posledních vznikla na objednávku jednoty Musica sacra a vyšla v ediční řadě Varhanní preludia či jako přílohy Zpravodaje Musica sacra (Brno) nebo časopisu Varhaník (Praha). Některé kompozice byly oceněny ve skladatelských soutěžích.
Tiskem vyšlo:
- Ave Maria. Brno: Nela, 2006. ISMN M-66051-469-6
- Ave verum (per mezzosoprano e organo). Praha: Spectrum, 2006. ISMN M-706531-09-0.

- Domine exaudi orationem meam (per mezzosoprano e organo). Praha: Spectrum, 2006. ISMN M-706523-72-9.
- Laudate Dominum (per soprano e organo). Praha: Spectrum, 2006. ISMN M-706523-97-2.
- Laudate Dominum (per media voce e organo). Praha: Spectrum, 2006. ISMN M-706531-08-3.
- Ordinarium. Rosice u Brna: Gloria, 2007. ISBN 978-80-86760-29-2
- Varhanní preludia V. Brno: Musica sacra, 2008. ISMN 979-0-66051-853-3 (kolektiv autorů)
- Varhanní preludia VI. 2. přepracované vydání Brno: Musica sacra, 2021. ISMN 979-0-706548-04-3 (kolektiv autorů).
- Varhanní preludia VII. Brno: Musica sacra, 2009. ISMN 979-0-66051-855-7 (kolektiv autorů)
- Varhanní preludia VIII. 2. přepracované vydání Brno: Musica sacra, 2022. ISMN 979-0-706548-05-0 (kolektiv autorů)
- Varhanní preludia IX. Brno: Musica sacra, 2010. ISMN 979-0-66051-915-8 (kolektiv autorů)
- Varhanní preludia X. Brno: Musica sacra, 2010. ISMN 979-0-66051-928-8 (kolektiv autorů)
- Varhanní preludia XI. Brno: Musica sacra, 2011. ISMN 979-0-66051-939-4 (kolektiv autorů)
- Varhanní preludia XII. Brno: Musica sacra, 2014. ISMN 979-0-66051-940-0 (kolektiv autorů)
- Varhanní preludia XIII. Brno: Musica sacra, 2015. ISMN 979-0-706548-01-2 (kolektiv autorů)

## Muzikolog
Jádro muzikologického zájmu představuje:
1. Výzkum a dokumentace hudební tradice a edukace varhaníků na Moravě v 19. a 20. stol.
2. Problematika vokálně-instrumentální hudby a její recepce
3. Cyrilismus, cecilianismus
4. Výzkum varhan a varhanářství na Moravě v 19. a 20. stol.
5. Evžen Zámečník a hudba 20. stol.

Publikoval velké množství statí a studií (výběr viz ). Pravidelně přispívá do Zpravodaje Musica sacra (Brno) či Lazariánského Reunionu (Praha).

## Členství a funkce ve vědeckých a společenských organizacích
- 2023–dosud: člen Fyzikální pedagogické společnosti
- 2023–dosud: člen Jednoty českých matematiků a fyziků
- 2019–dosud: Člen Vojenského a špitálního řádu sv. Lazara Jeruzalémského[20]

- 2019–dosud: Člen České společnosti pro hudební vědu
- 2007–dosud: Člen dozorčí rady jednoty Musica sacra
- 2002–dosud: člen Společnosti pro duchovní hudbu Praha